# Lebenshaus
Das Lebenshaus (Per-anch), auch Haus des Lebens, war eine Institution im Alten Ägypten, die unter anderem die Funktionen eines Skriptoriums und einer Bibliothek wahrnahm.
Da an diesem Ort wissenschaftliche und religiöse Werke nicht nur kopiert und aufbewahrt, sondern auch verfasst wurden, können die Lebenshäuser als Vorläufer der erst im Mittelalter gegründeten Universitäten gesehen werden. Die hier tätigen Lehrer hatten unter anderem die Aufgabe, den Nachwuchsbedarf an Schreibern zu decken.
Häufig waren die Lebenshäuser einem Tempel angegliedert. Das bekannteste Beispiel ist das Lebenshaus im Re-Tempel von Heliopolis.
Als zentrale Kultstätte hatten die Lebenshäuser einen festen Platz in der Krönungszeremonie der Pharaonen.